# 横浜蜃気楼
「横浜蜃気楼」（よこはましんきろう）は、後藤真希の11枚目のシングル。2004年7月7日発売。

## 内容
はたけが初めて楽曲提供した。
特典付初回限定盤と通常盤の2形態でリリース。
ミュージック・ビデオには当時ハロー!プロジェクト・キッズの一員であった村上愛(元℃-ute)が出演している。

## 収録曲
全作詞：つんく　作曲：はたけ
1. 横浜蜃気楼
編曲：西田昌史
2. BLUE ISLAND
編曲：鈴木俊介
3. 横浜蜃気楼 (Instrumental)

## 参加ミュージシャン
横浜蜃気楼
- プログラミング：岩戸崇
- ギター：峰正典
- ベース：寺沢功一
- コーラス：後藤真希

BLUE ISLAND
- プログラミング&ギター：鈴木俊介
- コーラス：後藤真希・つんく